# Guy Smith
Guy Smith (1974. szeptember 12. –) brit autóversenyző, a 2003-as Le Mans-i 24 órás autóverseny győztese.

## Pályafutása
1995-ben megnyerte a brit Formula–Renault bajnokságot.
1998-ban és 1999-ben az amerikai Indy Lights sorozatban vett részt. A 98-as szezont Cristiano da Matta és Didier André mögött a harmadik zárta és a legjobb újonc lett a mezőnyben. 1999-ben a kilencedik helyen végzett a pontversenyben.
2000 óta rendszeresen részt vesz az amerikai Le Mans széria futamain, valamint több legendás hosszútávú versenyen. 2003-ban Tom Kristensen és Rinaldo Capello váltótársaként megnyerte a Le Mans-i 24 órás futamot.
Guy hét futamon állt rajhoz a Champ Car szériában 2004-ben. Ötvenhárom pontot szerzett és a tizennyolcadik helyen zárt az összetett értékelésben.

## Sikerei
- Le Mans-i 24 órás autóverseny - győzelem: 2003
  - második: 2004
- Sebringi 12 órás autóverseny - harmadik: 2002, 2004, 2008
- Daytonai 24 órás autóverseny - második: 2002
- Spa-i 24 órás autóverseny - harmadik: 2003
- Petit Le Mans - második: 2005

## Eredményei

### Le Mans-i 24 órás autóverseny
| Év   | Csapat                           | Autó                  | Csapattárs       | Csapattárs       | Helyezés |
| ---- | -------------------------------- | --------------------- | ---------------- | ---------------- | -------- |
| 2000 | Stefan Johansson-Matthews Racing | Reynard 2KQ           | Stefan Johansson | Jim Matthews     | Kiesett  |
| 2001 | Team Bentley                     | Bentley Exp Speed 8   | Martin Brundle   | Stéphane Ortelli | Kiesett  |
| 2003 | Team Bentley                     | Bentley Speed 8       | Tom Kristensen   | Rinaldo Capello  | Győzelem |
| 2004 | Audi Sport UK Team Veloqx        | Audi R8               | Johnny Herbert   | Jamie Davies     | 2.       |
| 2008 | Quifel ASM Team                  | Lola B05/40           | Miguel Amaral    | Olivier Pla      | 20.      |
| 2009 | Quifel ASM Team                  | Ginetta-Zytek GZ09S/2 | Miguel Amaral    | Olivier Pla      | Kiesett  |

## Teljes Champ Car eredménysorozata
| Év   | Csapat       | 1   | 2   | 3   | 4   | 5   | 6   | 7   | 8      | 9      | 10     | 11   | 12     | 13    | 14     | Helyezés | Pont |
| ---- | ------------ | --- | --- | --- | --- | --- | --- | --- | ------ | ------ | ------ | ---- | ------ | ----- | ------ | -------- | ---- |
| 2004 | Rocketsports | LBH | MTY | MIL | POR | CLE | TOR | VAN | ROA 10 | DEN Ki | MTL Ki | LS 9 | LVS Ki | SRF 9 | MXC 17 | 18.      | 53   |

## Külső hivatkozások
- Hivatalos honlapja